# التصنيف التراكمي للأندية الإفريقية آخر 5 سنوات
التصنيف التراكمي للأندية الإفريقية آخر 5 سنوات يستخدمه الاتحاد الإفريقي لكرة القدم لتحديد عدد الأندية التي يحق لكل اتحاد عضو لدى الكاف إشراكها في المسابقات القارية.

## الأصول
قبل عام 2004 ، نظم الكاف ثلاث بطولات للأندية. دوري أبطال إفريقيا وكأس الكؤوس الإفريقية وكأس الاتحاد الإفريقي مع السماح لكل اتحاد بدخول فريق واحد في كل بطولة. اندمجت كأس الكؤوس وكأس الاتحاد الإفريقي لإنشاء كأس الكونفيدرالية الإفريقية في عام 2004. بدلا من قصر جميع الاتحادات على مركزين فقط في مسابقات الكاف للأندية، قرر الكاف السماح للدول الرائدة المشاركة بفريق إضافي في البطولة الجديدة آنذاك مع السماح لهم أيضا بمشاركة فريق إضافي في دوري أبطال إفريقيا.
كما هو الحال مع تصنيفات اليويفا المستخدمة في بطولات الأندية الخاصة بهم ، تعتمد تصنيفات الكاف على النتائج التي تم الحصول عليها في كل من مواسم الأندية الخمسة المكتملة الماضية. هناك بعض الاختلافات ، أبرزها:
- يتم تضمين المزيد من البطولات. كما تسمح كأس السوبر الإفريقي وكأس العالم للأندية للفرق بالحصول على نقاط التصنيف.
- لا يتم حساب متوسط النتائج السنوية من خلال عدد المشاركين من الاتحادات، لذا فإن الاتحادات ذات التصنيف العالي لديها قدرة أكبر على الحصول على النقاط.
- لا يتم منح نقاط التصنيف لنتائج المباريات التمهيدية، بل للبطولة النهائية مثل الأدوار الإقصائية أو دور المجموعات.
- يمكن فقط للفرق التي تتقدم إلى مرحلة خروج المغلوب في ربع النهائي في كل بطولة للأندية الحصول على نقاط التصنيف.

### موسم 2004
بالنسبة لموسم 2004 ، تم إجراء التصنيف وفقا لأداء الاتحادات في السنوات الخمس السابقة من 1998 إلى 2002 في مسابقات الكاف للأندية. وكانت هذه الاتحادات المختارة على النحو التالي:
- تونس (36 نقطة)
- مصر (31 نقطة)
- ساحل العاج (27 نقطة)
- المغرب (24 نقطة)
- جنوب إفريقيا (17 نقطة)
- الجزائر (17 نقطة)
- الكاميرون (14 نقطة)
- غانا (12 نقطة)
- أنغولا (12 نقطة)
- نيجيريا (10 نقاط)
- جمهورية الكونغو الديمقراطية (8 نقاط)
- السنغال (6 نقاط)

### جدل موسم 2005
في يوليو 2004 ، أبلغ الكاف أعضائه أن نظام التصنيف للقبول في مسابقاتهم لموسم 2005 سيتم وفقا لنفس تصنيف 1998-2002 المستخدم لموسم 2004. من غير المعروف لماذا لم يحسب الكاف تصنيف 1999-2003 (وفقا لليويفا لتحديث تصنيفاته كل موسم) ، حيث يبدو أنه كان هناك وقت كاف للقيام بذلك. منذ ذلك الحين ، أصبحت سياسة الكاف هي اعتماد تصنيف أقدم لمدة عام لمسابقات الموسم الجديد. وهكذا في عام 2012، استندت التصنيفات إلى النتائج من 2006 إلى 2010.

### تغيير موسم 2011
في ديسمبر 2010، قام الكاف بتغيير نظام التصنيف، وإزالة التصنيف من كأس السوبر الأفريقي وكأس العالم للأندية، وترجيح النتائج الأخيرة بدرجة أعلى. بالنسبة لنسخة 2011 من مسابقات الأندية، كانت النتائج بين موسم 2005 و 2009 لا تزال قيد الاستخدام، لكن النقاط من عام 2009 مضروبة في 5، و2008 في 4 وتستمر على هذا النحو.

### توسع موسم 2017
في 30 مايو 2016، وسع الاتحاد الإفريقي لكرة القدم مشاركة فرق دور المجموعات في مسابقات الأندية من 8 إلى 16، بما في ذلك مرحلة خروج المغلوب في ربع النهائي. أعلن الكاف عن نظام التصنيف بناء على التنسيق الجديد في مارس 2018.

### تغيير موسم 2019–20
في 4 يونيو 2019 ، أعلن الكاف عن تصنيف محدث لموسم 2019-20، والذي كان من المقرر أن يعتمد على نتائج كل مسابقة للأندية من 2015 إلى أول موسم عبر العام على الإطلاق 2018-19، مع استبدال تنزانيا بساحل العاج في أفضل 12 اتحادا.

## معايير منح النقاط
وافق الكاف على معاييره الأساسية بناء على المعايير المستخدمة في انتخاب نادي القرن الإفريقي في عام 2000 لمنح النقاط في عام 2003. تم تغيير هذا في عام 2005 مع إضافة معيار يكافئ الأندية التي تتقدم إلى نصف نهائي كأس العالم للأندية. تم استخدام هذه المنهجية أيضا لإنشاء تصنيف على الإطلاق لأندية الكاف ، مع إضافة النقاط التي كان سيحصل عليها كل ناد بناء على نتائجه منذ عام 1965.
بالنسبة لنظام التصنيف ، تم احتساب النتائج فقط منذ عام 1998 مع استبعاد كأس السوبر الأفريقي وكأس العالم للأندية من النظام منذ عام 2011. يوضح الجدول أدناه السنوات التي تم خلالها تشغيل المسابقات:
| المسابقة                                 | 6 نقاط                                | 5 نقاط                                | 4 نقاط                                | 3 نقاط                                | 2 نقاط                                | نقطة                                            | 0.5 نقطة                              |
| المسابقات المستخدمة في التصنيف الحالي    | المسابقات المستخدمة في التصنيف الحالي | المسابقات المستخدمة في التصنيف الحالي | المسابقات المستخدمة في التصنيف الحالي | المسابقات المستخدمة في التصنيف الحالي | المسابقات المستخدمة في التصنيف الحالي | المسابقات المستخدمة في التصنيف الحالي           | المسابقات المستخدمة في التصنيف الحالي |
| ---------------------------------------- | ------------------------------------- | ------------------------------------- | ------------------------------------- | ------------------------------------- | ------------------------------------- | ----------------------------------------------- | ------------------------------------- |
| دوري أبطال إفريقيا                       | البطل                                 | الوصيف                                | نصف النهائي                           | ربع النهائي (من 2017)                 | الثالث في دور المجموعات               | الرابع في دور المجموعات                         |                                       |
| كأس الكونفيدرالية الإفريقية              |                                       | البطل                                 | الوصيف                                | نصف النهائي                           | ربع النهائي (من 2017)                 | الثالث في دور المجموعات                         | الرابع في دور المجموعات               |
| المسابقات المستخدمة في التصنيفات السابقة |                                       |                                       |                                       |                                       |                                       |                                                 |                                       |
| دوري أبطال إفريقيا 2000–2016             |                                       | البطل                                 | الوصيف                                | نصف النهائي                           | الثالث في دور المجموعات               | الرابع في دور المجموعات                         |                                       |
| كأس الكونفيدرالية الإفريقية 2004–2016    |                                       |                                       | البطل                                 | الوصيف                                | نصف النهائي                           | الثالث في دور المجموعات الرابع في دور المجموعات |                                       |
| كأس السوبر الإفريقي 1992–2010            |                                       |                                       |                                       |                                       |                                       | البطل                                           |                                       |
| كأس العالم للأندية 2005–2010             | البطل                                 |                                       | الوصيف المركز الثالث                  |                                       | المركز الرابع                         |                                                 |                                       |

### عامل الترجيح
منذ عام 2011 ، تم ترجيح النقاط وفقا لسنة نتائج الأداء عند حساب الترتيب. بالنسبة للترتيب الحالي ، يتم احتساب النقاط بناء على الأداء في مسابقات الأندية بين 2018-19 وموسم 2022-23 ، يتم ضرب النقاط بمعامل وفقا للسنة على النحو التالي:
- 2022–23 – 5
- 2021–22 – 4
- 2020–21 – 3
- 2019–20 – 2
- 2018–19 – 1

## وصلات خارجية
- تصنيف الكاف لـ5 سنوات على RSSSF
- تصنيف الاندية الأفريقية على موقع الكاف

بوابة التصنيفات الإفريقية